# Déformation volontaire du crâne
Ne doit pas être confondu avec Déformation positionnelle.

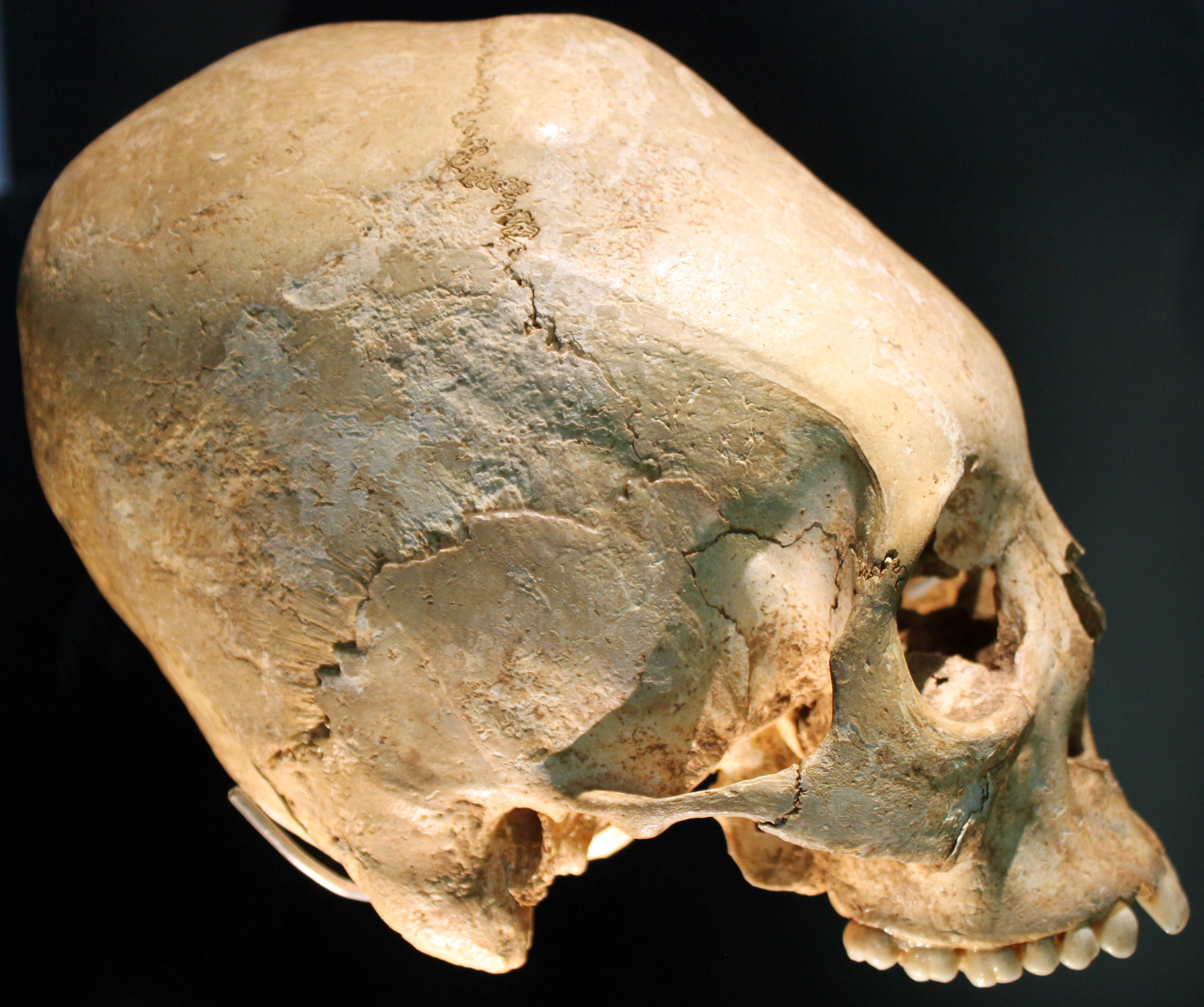
Déformation burgonde.

La déformation volontaire du crâne — ou, d'un usage plus courant « crâne allongé » — était une pratique culturelle dans un certain nombre de cultures sur tous les continents : en Océanie ; en Afrique avec par exemple l'ethnie des Mangbetus (actuelle République démocratique du Congo) – qui avait une technique semblable à la déformation pratiquée dans l’Égypte antique par une certaine élite de la période amarnienne ; sur le continent européen chez les Burgondes, ou certains habitants de la région de Toulouse (jusqu'à la Première Guerre mondiale chez les Toulousains,) ; en Asie, les Huns ; dans les Amériques chez les Mayas, les Incas, et plusieurs autres peuples andins, ou dans la péninsule de Paracas (Pérou) – chez une civilisation bien antérieure (800 av. J.-C. - 200 apr. J.-C.) à celle des Incas.
Les crânes modifiés les plus anciens furent trouvés en Irak sur des squelettes d'hommes de Néandertal et datés de 50 000 ans avant notre ère.
Ces modifications entraînent un développement inhabituel des os pariétaux en hauteur – mais à travers le monde existaient plusieurs formes de modifications du crâne : aplatis, étroits.

## Indices archéologiques

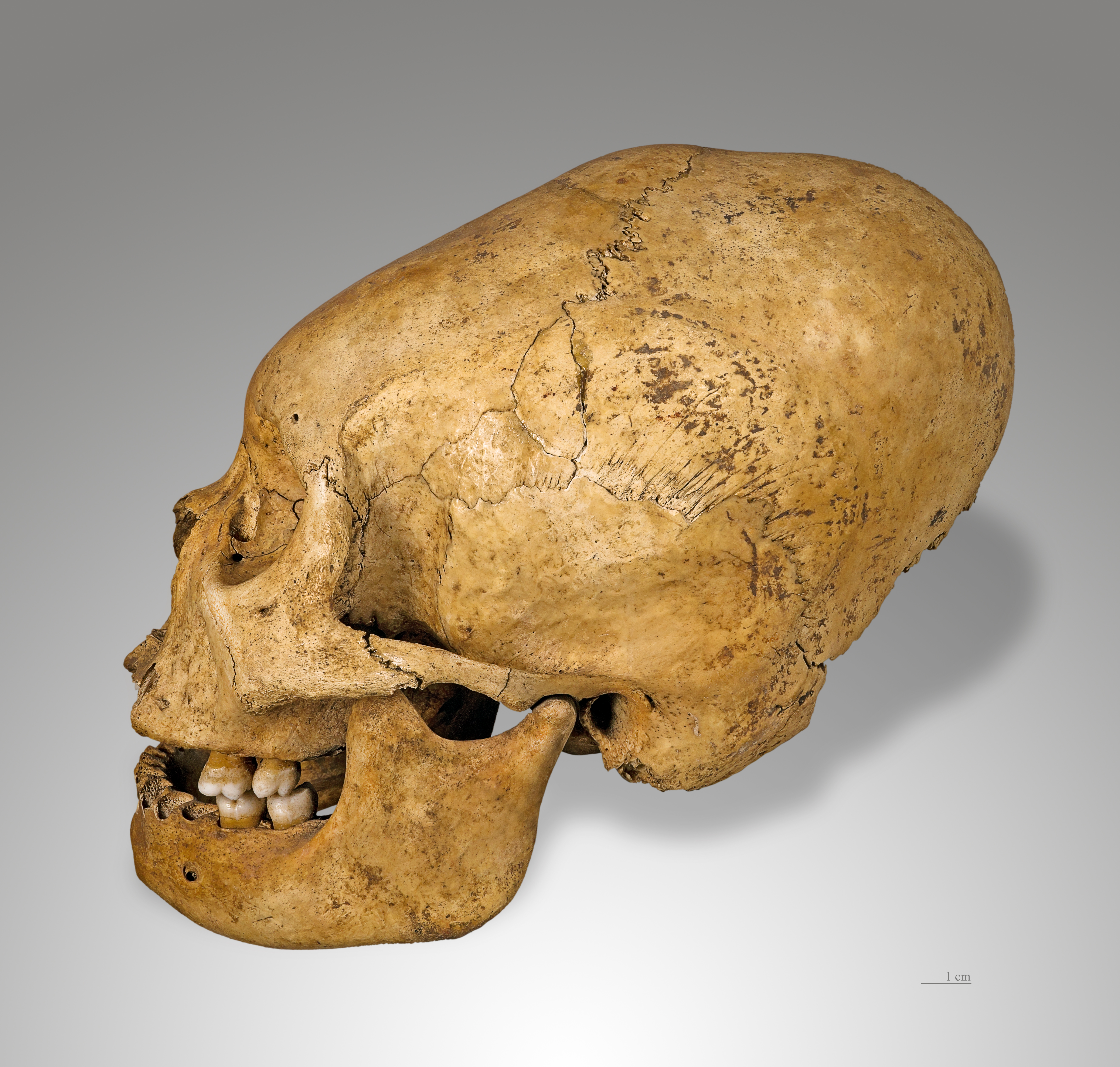
Culture pré-inca - Crâne déformé pour des raisons esthétiques et sociales. MHNT

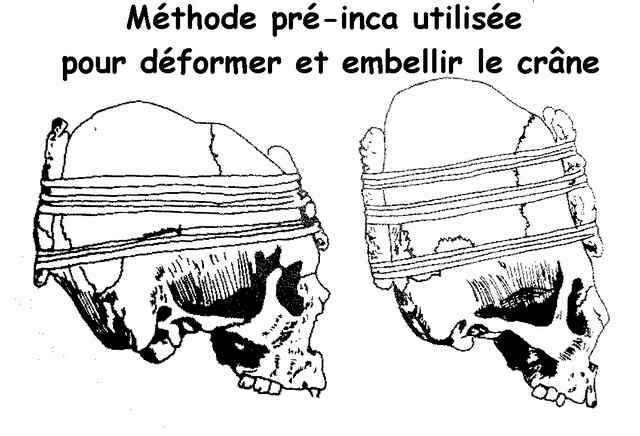

L'os pariétal peut subir une déformation considérable et irréversible par bandage du crâne depuis l'âge de nourrisson jusqu'à la fin de l'adolescence. Cette coutume, principalement dictée par des motifs esthétiques, est détectable sur les squelettes d’Asie centrale du Ier siècle. Elle gagne l’Europe centrale au Ve siècle avec la migration des Huns, et se manifeste dans les sépultures de Goths, d’Alamans, d’Avares, de Thuringiens, de Burgondes et de Francs, chez qui elle a dû être en vogue pendant trois générations.
Rien qu'en Allemagne, on a retrouvé 23 crânes présentant cette déformation, soit 10 % de tous les sujets découverts en Europe. La nécropole du Frauenberg, dans les environs de Leibnitz (Flavia Solva) en Autriche, dont les 400 sépultures sont datées du second tiers du Ve siècle, a révélé cinq squelettes présentant la déformation burgonde : celui d'un homme d'environ 50 ans, et de quatre enfants dont les âges s'étalent entre 2 et 10 ans. Les premiers crânes de ce type découverts en Italie, celui d'un homme âgé et d'un enfant, ont été mis au jour à Collegno.
Des cultures andines précolombiennes déformaient volontairement, pour des raisons esthétiques, sociales ou religieuses, le crâne des nourrissons avec des bandages ou des morceaux de bois fixés afin d’augmenter la hauteur au sommet du crâne : le squelette de l’Homme de Paracas témoigne de cette pratique. La déformation burgonde est une pratique analogue, relevée sur des squelettes de sépultures germaniques du Ve siècle.

## Aspects culturels
En France, une tradition encore répandue au début du XIXe siècle qui consistait à coiffer les nourrissons d’un bandeau serré, était souvent à l’origine d’une déformation crânienne non souhaitée, telle que la « déformation toulousaine » décrite par Paul Broca à la fin du XIXe siècle ou la « déformation normande ». Le crâne de la mathématicienne Sophie Germain, dont le moulage post-mortem est conservé dans les réserves du musée de l'Homme, montre une telle déformation.
Le docteur Achille Foville dénonça violemment cette pratique en 1834 dans un mémoire, à une époque où l'on pensait que ce type de déformation pouvait avoir des répercussions sur l'intelligence future des enfants.

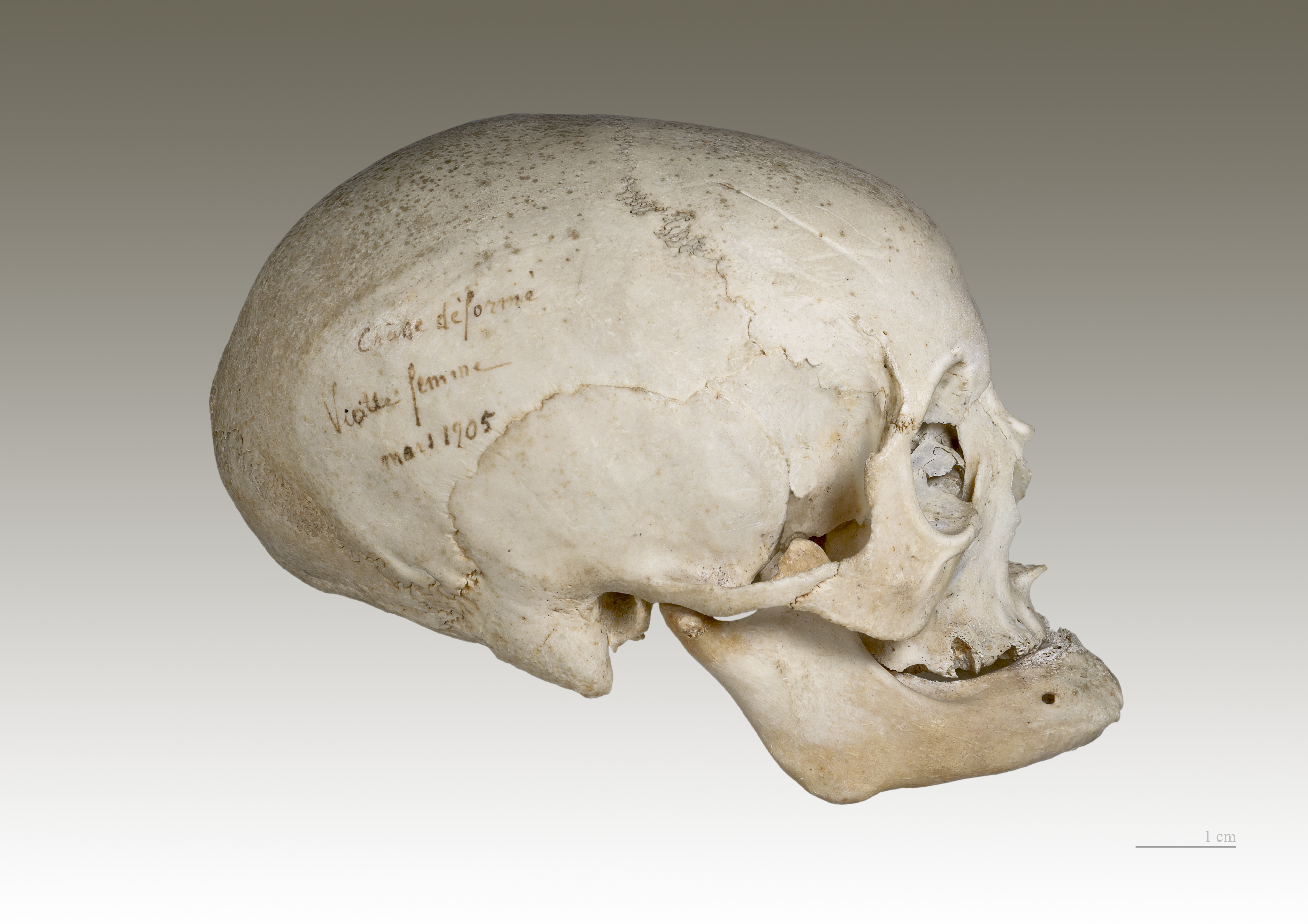
Déformation toulousaine - Muséum de Toulouse.
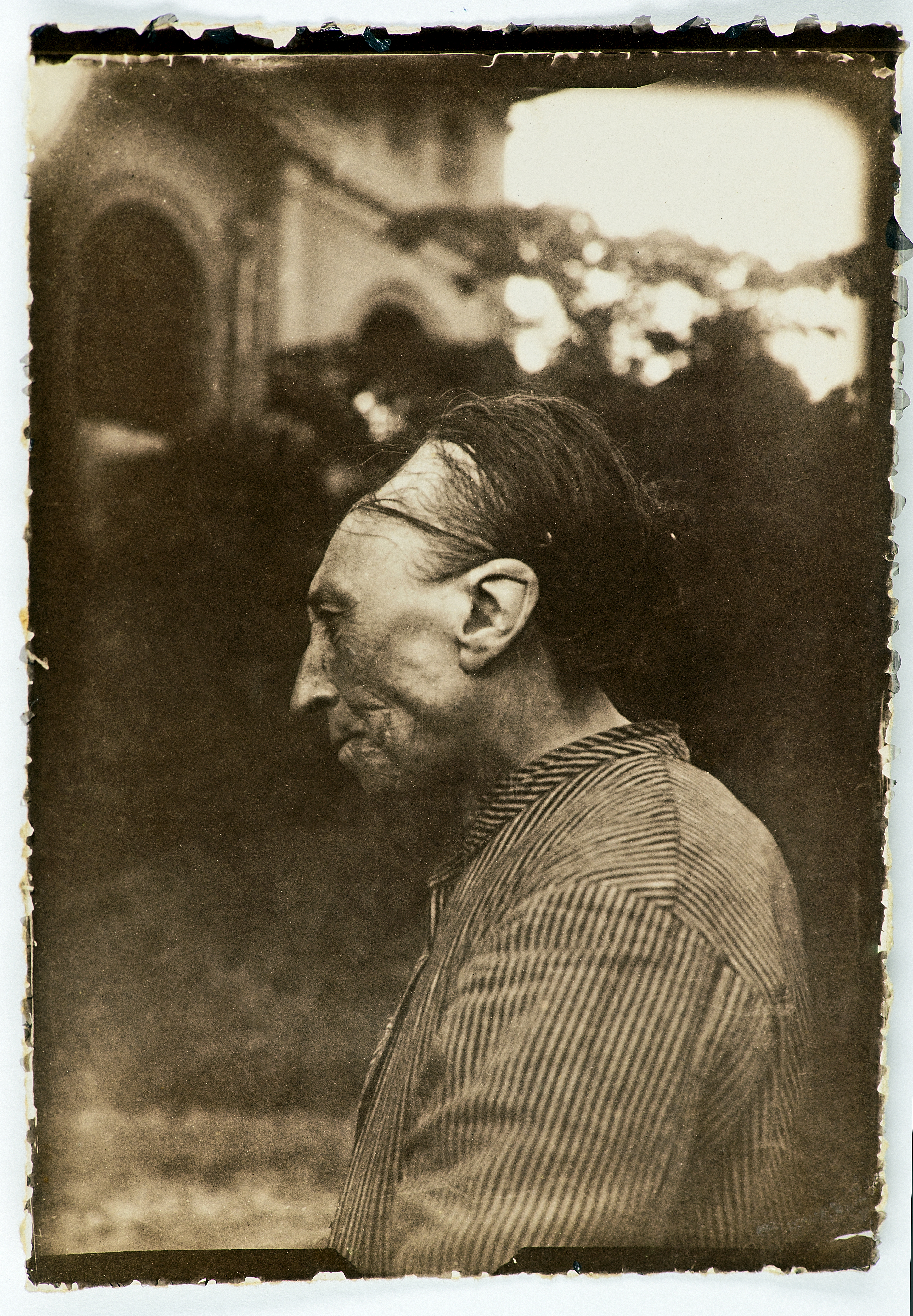
« Déformation toulousaine », le bandeau en place.
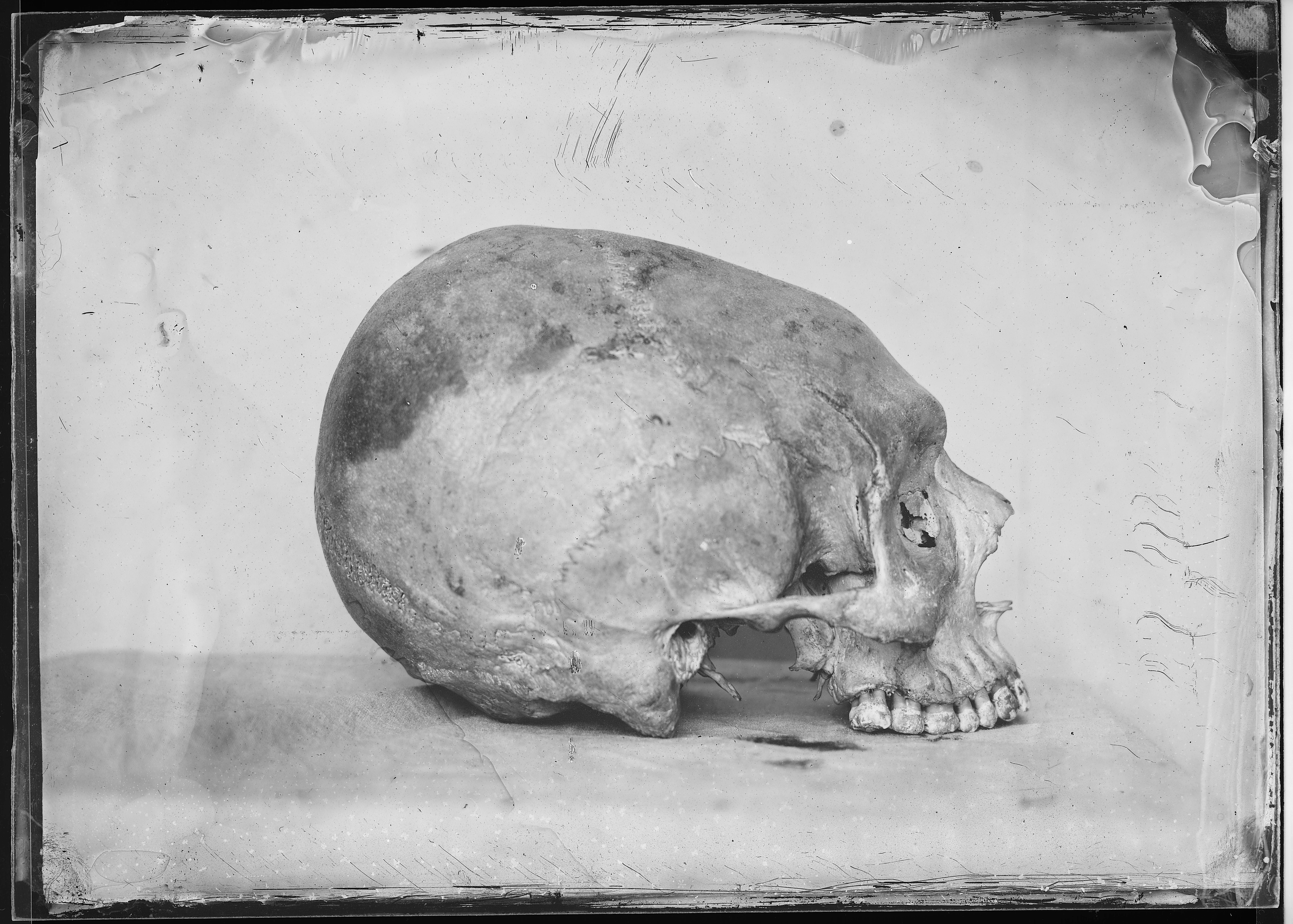
Crâne toulousain déformé, Eugène Trutat - Muséum de Toulouse.
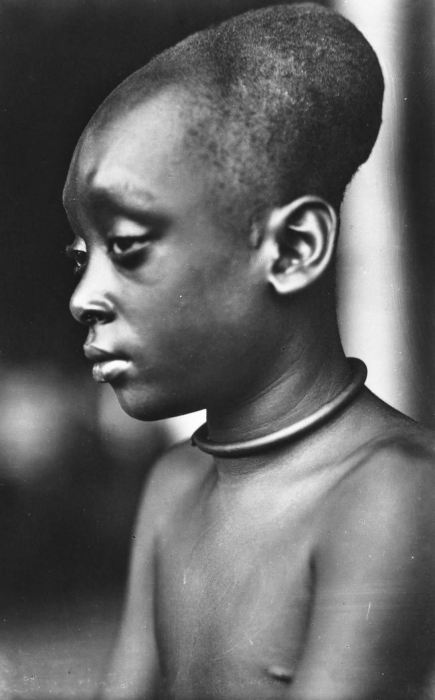
Déformation du crâne chez les Mangbetu, vers 1929-1937[14].